# Janusz Bieniewski
Janusz Bieniewski (ur. 28 kwietnia 1931 w Łucku, zm. 24 września 1984) – polski geolog. Od 1982 profesor na Wydziale Górniczym Politechniki Wrocławskiej, w latach 1981-1984 Dziekan Wydziału Górniczego Politechniki Wrocławskiej, w 1984 prorektor Politechniki Wrocławskiej.

## Życiorys
Brał udział w powstaniu warszawskim używając pseudonimu Poraj będąc łącznikiem II Obwodu Warszawskiego Okręgu Armii Krajowej - zgrupowania "Żmija". Wyszedł z Warszawy z ludnością cywilną. Odznaczony w 1983 Warszawskim Krzyżem Powstańczym Studia odbył na Wydziale Nauk Przyrodniczych Uniwersytetu Wrocławskiego i w 1955 roku uzyskał stopień magistra geologa. Po studiach podjął pracę w górnictwie węgla brunatnego. Na podstawie rozprawy „Powstanie i rozwój serii węgla brunatnego w polskiej części niecki żytawskiej” uzyskał w  1962 stopień doktora nauk przyrodniczych w zakresie geologii. W roku 1969, przedstawiając rozprawę „Prognoza hydrogeologiczna odwadniania złóż węgla brunatnego eksploatowanych odkrywkowo, na przykładach z rejonu Bełchatów” zakończył przewód habilitacyjny. W 1976 rozpoczął pracę jako nauczyciel akademicki w Politechnice Wrocławskiej, obejmując na Wydziale Górniczym kierownictwo Zakładu Odwadniania Kopalń.  Za wydany w 1983 skrypt Odwadnianie kopalń otrzymał w 1984 nagrodę Ministra Nauki, Szkolnictwa Wyższego i Techniki. Za swą wszechstronną aktywną działalność został odznaczony Srebrny i Złotym Krzyżem Zasługi, Krzyżem Kawalerskim Orderu Odrodzenia Polski, Medalem Komisji Edukacji Narodowej. Pochowany na Cmentarzu św. Wawrzyńca we Wrocławiu.

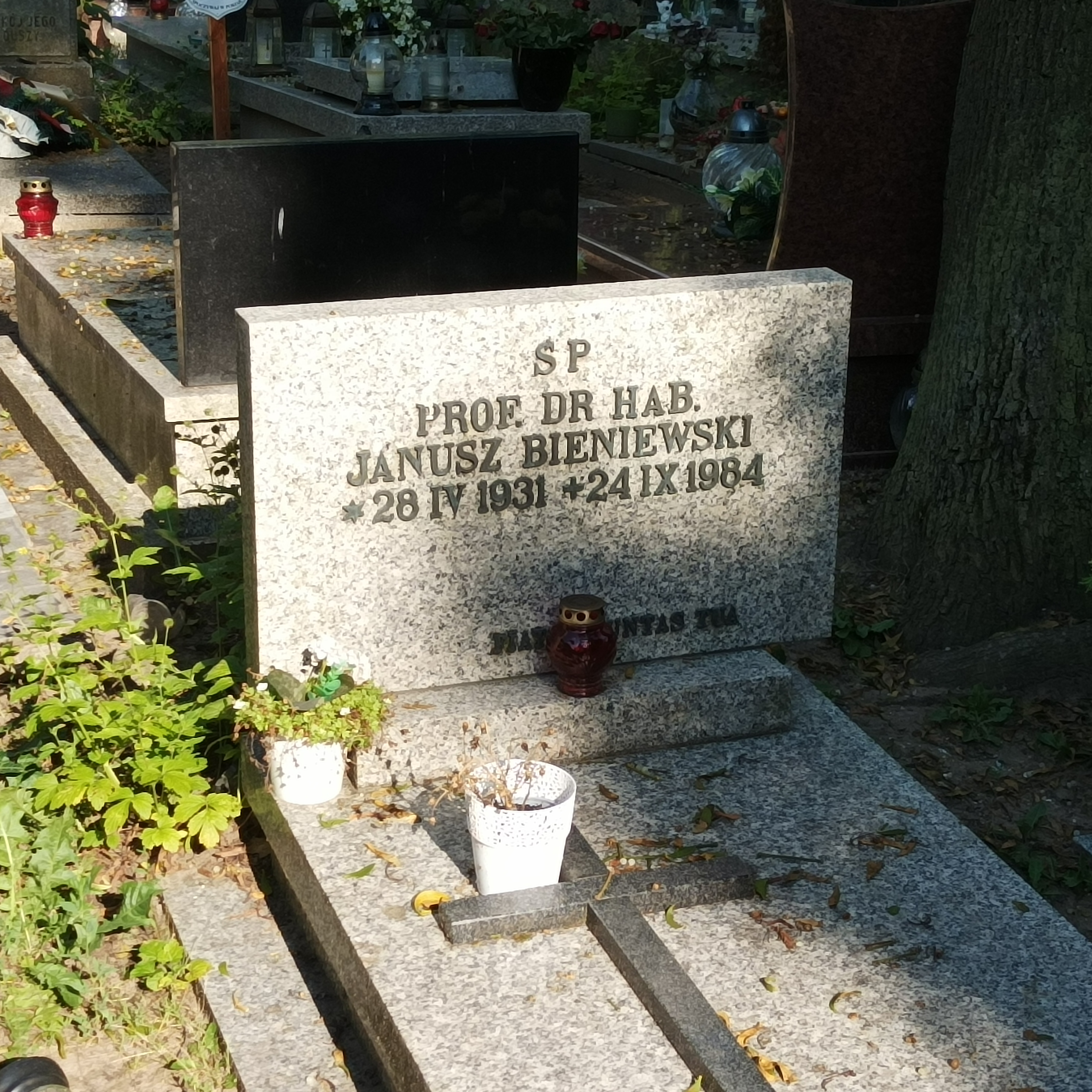
Grób prof. Janusza Bieniewskiego na cmentarzu św. Wawrzyńca we Wrocławiu